# 本因坊伯元
本因坊　伯元（ほんいんぼう はくげん、1726年〔享保11年〕 - 1754年11月10日〔宝暦4年9月26日〕）は江戸時代の囲碁棋士、八世本因坊。本因坊秀伯門下、六段。本姓は小崎。

## 経歴
武蔵国幸手郡天神島村の生まれ。15歳で本因坊秀伯の門に入る。寛保元年（1741年）に秀伯が危篤となったため、家元会議で跡目に選ばれ、安井春哲仙角添頑で家督願いを出して認められ、秀伯死去で家督を相続。同年に御城碁初出仕、仙角に先番ジゴとする。寛保3年（1743年）には、林因長門入が名人碁所就位願いを出すが、仙角とともに反対し、断念にいたらせる。宝暦元年の御城碁で井上春碩因碩に先番3目勝ちし、これにより六段昇段したと伝えられる。
宝暦4年（1754年）4月に病に倒れ、井上春碩因碩が代理となって弟子の間宮察元を跡目とする願書を提出、寺社奉行からは一旦病気療養の命とともに差し戻されるが、8月に再提出し認められた。9月27歳で没する。法名は日浄。本妙寺に葬られる。御城碁は12局を勤めた。

## 御城碁戦績
- 寛保元年（1741年） 先番ジゴ 安井俊哲仙角
- 寛保2年（1742年） 二子番4目負 井上春碩因碩
- 寛保3年（1743年） 先番2目勝 安井俊哲仙角
- 延享元年（1744年） 白番1目負 林門利門入
- 延享2年（1745年） 白番4目負 安井俊哲仙角
- 延享3年（1746年） 先番3目勝 安井俊哲仙角
- 延享4年（1747年） 先番16目負 井上春碩因碩
- 寛延2年（1749年） 白番5目勝 安井仙哲
- 寛延3年（1750年） 向二子ジゴ 林転入門入
- 宝暦元年（1751年） 先番3目勝 井上春碩因碩
- 宝暦2年（1752年） 白番1目勝 安井仙哲
- 宝暦3年（1753年） 先番3目勝 井上春達